# ذراع الحدادة (حالمين)

تعديل مصدري - تعديل

ذراع الحدادة هي إحدى قرى عزلة حبيل الريدة بمديرية حالمين التابعة لمحافظة لحج، بلغ تعداد سكانها 93 نسمة حسب تعداد اليمن لعام 2004.